# Černiv
Černiv (deutsch Tscherniw) ist eine Gemeinde in Tschechien. Sie liegt acht Kilometer südlich von Lovosice und gehört zum Okres Litoměřice.

## Geographie
Das Dorf befindet sich drei Kilometer nordöstlich der Hasenburg am Podsedický potok auf der Hasenburger Tafel. Am östlichen Ortsrand verläuft die Bahnstrecke Lovosice–Louny, wo sich auch der Bahnhalt „Chotěšov“ befindet.
Nachbarorte sind Vrbičany im Nordosten, Chotěšov im Osten, Hájek im Südosten, Libochovice im Süden, Slatina im Südwesten, Sedlec im Westen sowie Úpohlavy im Nordwesten.

## Geschichte
Erstmals urkundlich erwähnt wurde der Ort Černevo im Jahre 1144 bei der Gründung des Klosters Doksany durch Vladislav II. Nach dem Tode Ottokars II. Přemysl fiel 1278 Otto IV. von Brandenburg mit einem Meißnischen Söldnerheer ein und belagerte die Burg Klep. Dabei richteten die Söldner große Schäden an. Vilém Zajíc vom Waldeck konnte die Angreifer schließlich vertreiben. 1334 verkaufte das Kloster den Ort an den Libochovicer Ortsrichter Michal. Ab 1434 wurde der Ort als Černivo bezeichnet. Zwischen 1453 und 1457 verkaufte Ladislaus Postumus die Dörfer Chotěšov, Černiv und Vrbičany an Nikolaus Zajíc von Hasenburg. 1562 erlangte Georg von Schleinitz auf Tollenstein durch einen Tausch die drei Dörfer und verpfändete sie an das Kloster Doksany. 1577 kaufte Nikolaus Zajíc die Orte zurück. Černiv gehörte fortan zur Herrschaft Hasenburg und nach deren Erwerb durch die Lobkowitz im Jahre 1559 zur neuen Herrschaft Libochovice. Weitere Besitzer des Ortes waren ab 1597 Sigismund Báthory, 1613 folgten die Sternberger und von 1676 an Gundakar von Dietrichstein und dessen Nachkommen. Pfarrort war Chotěšov.
Während des Dreißigjährigen Krieges plünderten und brandschatzten 1631 sächsische Truppen den Ort. 1741 marschierten französische Truppen in den Ort und plünderten, 1763 erfolgte gleiches durch die Preußen. 1832 brach eine Choleraepidemie aus.
Nach der Aufhebung der Patrimonialherrschaften wurde Černiv im Jahre 1848 ein Ortsteil der Gemeinde Chotěšov. 1852 begann der gemeinschaftliche Bau des neuen Pfarrhauses in Chotěšov. Die Eisenbahn von Lovosice nach Libochovice entstand 1882. 1886 wurde der Ort zur selbständigen Gemeinde, in diesem Jahre wurde auch ein Gedenkbuch angelegt. Im März 1945 wurde der Bahnhof Chotěšov durch englische Flugzeugen bombardiert, dabei gab es eine Tote und zwei Schwerverletzte. 1985 erfolgte die Eingemeindung nach Libochovice und seit 1991 ist das Dorf wieder selbständig.

## Ortsgliederung
Für die Gemeinde Černiv sind keine Ortsteile ausgewiesen.

## Sehenswürdigkeiten

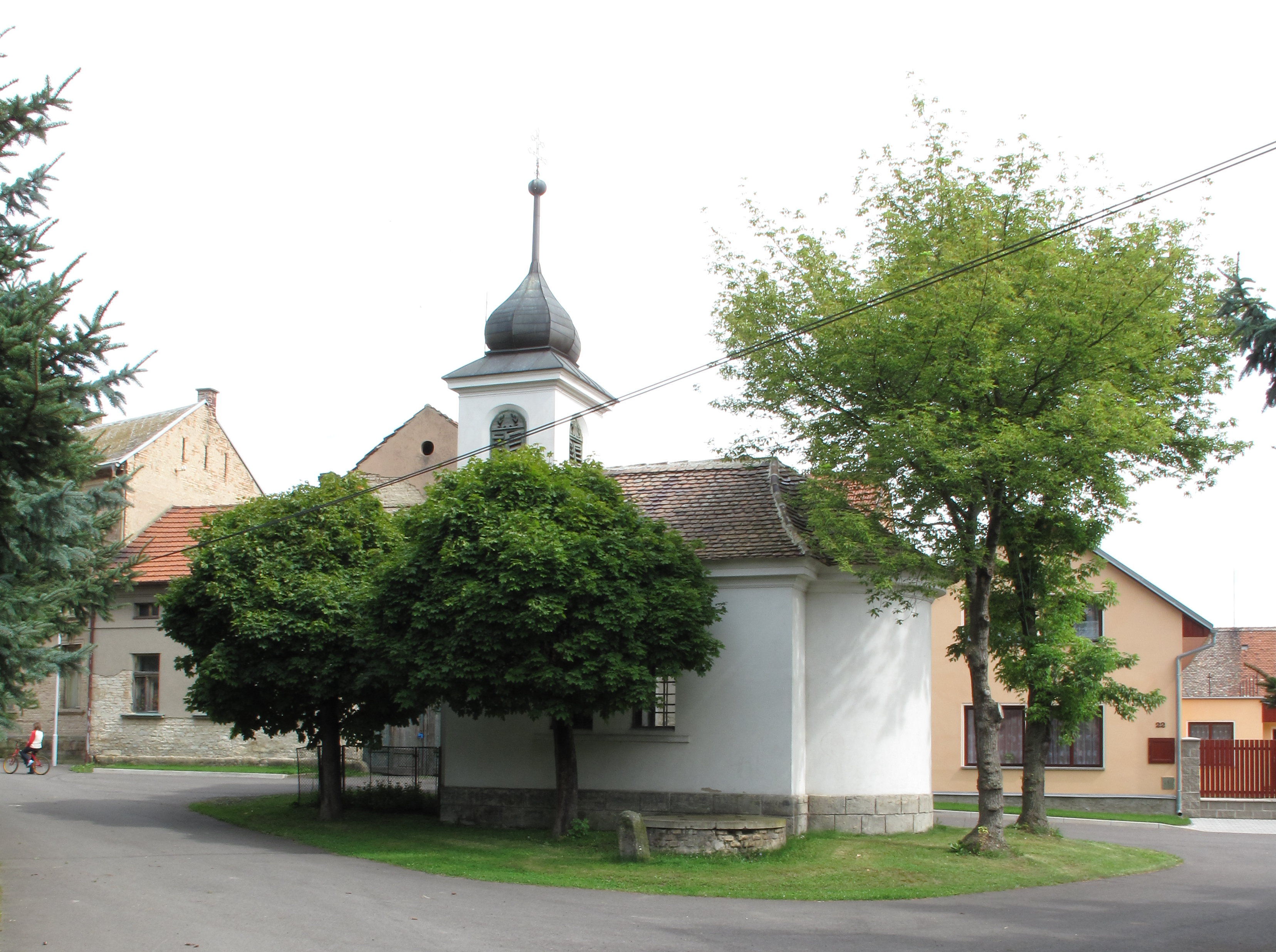
Kapelle der Hl. Dreifaltigkeit

- Kapelle der Hl. Dreifaltigkeit aus der Mitte des 19. Jahrhunderts
- Steinkreuz, errichtet 1833 durch die Familie Král nach der Choleraepidemie
- Statue des hl. Johannes von Nepomuk, aufgestellt um 1800 an einem Feldweg außerhalb des Dorfes